# ياريتا
ياريتا (بالإنجليزية: Azorella compacta)‏
يعتبر أقدم نبات حي حتى يومنا هذا ويبلغ عمره 3000 سنة ويتواجد في جبال الأنديز على ارتفاع 3200 إلى 4200 متر في سهول الألتيبلانو Altiplano في أمريكا الجنوبية. هذه النبات المزهر مضغوط جدا بحيث يمكنك المشي فوقه. إنه مثال جميل للتكيف مع الظروف القاسية والبقاء على قيد الحياة. يعود أصل اسمه، ياريتا أو (أزوريلاكومباكتا) (Llareta/Yareta)، إلى لغة كيشوا (Quechua) (وهي اللغة الأصلية في أمريكا الجنوبية يتحدث بها سكان جبال الأنديز)

## ماهيته
يبدو نبات الياريتا كوسائد هائلة، أو ربما كنوع من المرجان البري، غالبا هو الأثر الأخضر الوحيد في المرتفعات الصحراوية، وفي عدة كيلومترات حولها.

## يستخدم
بسبب محتواه العالي من الراتنج، ورائحته التي تشبه رائحة الصنوبر المتواجد في حوض البحر الأبيض المتوسط إلى حد ما، فإن نبات ياريتا كان يستخدم كوقود في المجتمعات الريفية في جبال الأنديز كعادة تقليدية.